# مايكل كولنز (فلم)
مايكل كولينز  فليم أنتج سنة 1996، تأليف وإخراج  نيل جوردن وبطولة ليام نيسون (مايكل كولينز)، القصة تروي حياة مايكل كولينز وتفاوضه مع البريطانيين أثناء الحرب الأهلية الأيرلندية، فاز الفليم بجائزة الأسد الذهبي في مهرجان البندقية السينمائي.

## الممثلين
- ليام نيسون ( مايكل كولينز)
- آلان ريكمان
- جوليا روبرتس

## روابط خارجية
- مقالات تستعمل روابط فنية بلا صلة مع ويكي بيانات